# Day & Night
Day & Night é um curta-metragem de animação da Pixar dirigido por Teddy Newton. Foi exibido nos cinemas antes de Toy Story 3, e apresenta uma inovadora combinação de elementos 2D e 3D ao longo da animação, diferenciando-se dos demais curtas da Pixar.

## Enredo
O curta-metragem aborda os eventos que ocorrem quando o dia encontra a noite. Sendo de duas personalidades diametralmente opostas, eles não confiam uns nos outros em primeiro lugar e saem com o pé errado. Mas, conforme descobrem os aspectos positivos um do outro, começam a formar uma amizade - permitindo-os crescer como indivíduos. À medida que o sol se põe para o dia e sobe para a noite, suas personalidades opostas formam algo bonito e novo.

## Produção
O curta é em grande parte em animação 2D, segundo filme da Pixar a ser parcialmente animada em 2D (Seu amigo, o rato foi o primeiro).
A voz presente no curta-metragem pertence a Dr. Wayne Dyer e foi extraída de uma palestra proferida por ele na década de 1970. O diretor do filme incorporou as ideias provenientes da palestra de Dyer para ilustrar que o desconhecido pode ser algo misterioso e belo, não sendo necessário temê-lo. Essa mesma concepção é ecoada por uma citação semelhante de Albert Einstein, que afirmou: "A coisa mais bela que podemos vivenciar é o mistério".
Os interiores dos personagens são animados por computador; o uso de uma técnica de mascaramento permite que os personagens 2D sejam janelas para um mundo 3D CGI, seja de dia ou de noite, dentro de si mesmos.

## Premiações
|               | Premiações                                          |
| ------------- | --------------------------------------------------- |
| Oscar         | Foi indicado a 1 Oscar (Melhor Curta Animado, 2010) |
| Annie Award   | Foi o vencedor de 1 Annie Award                     |
| Grammy Award  | Nenhum                                              |
| Globo de Ouro | Nenhum                                              |
| Outros        | Foi o vencedor de 1 prêmio.                         |